# باشگاه بسکتبال مکابی رخووت
مکابی آیرونی رخووت (عبری: מכבי עירוני רחובות‎) یک باشگاه بسکتبال حرفه ای می‌باشد که در رخووت در مرکز اسرائیل قرار گرفته‌است. این تیم در لیگ آرتزیت بازی می‌کند.

## تاریخ
مکابی رخووت در سال ۱۹۵۰ تأسیس گردید و در لیگ آرتزیت (دسته سوم) بازی کرد. در طول دهه نود، رخووت توسط موتی آروستی، بازیکن پیشین مکابی تل آویو، مربیگری شد و در لیگ لئومیت بازی کرد.
در فصل ۱۶–۲۰۱۵، رخووت برای نخستین بار در ۱۷ سال به لیگ لئومیت صعود کرد.
در فصل ۱۸–۲۰۱۷، رخووت به نام سومین بازیکن به نیمه نهایی لیگ لئومیت رسید ولی در نهایت به مکابی کرایت گات شکست خورد.
در فصل ۱۹–۲۰۱۸، رخووت به لیگ آرتزیت، در رده سوم بسکتبال اسرائیل هبوط شد.

## فصل به فصل
| فصل     | ردیف | لیگ         | عنوان | جام دولتی اسرائیل |
| ------- | ---- | ----------- | ----- | ----------------- |
| ۲۰۱۵–۱۶ | ۳    | لیگ آرتزیت  | ۱     |                   |
| ۲۰۱۶–۱۷ | ۲    | لیگا لئومیت | 6     | دور ۱۶            |
| ۲۰۱۷–۱۸ | ۲    | لیگا لئومیت | ۳     | دور ۱۶            |
| ۲۰۱۸–۱۹ | ۲    | لیگا لئومیت | ۱۳    |                   |